# Église Saint-Romain d'Erts
L'église Saint-Romain (catalan : església de Sant Romà) est une église construite dans le village d'Erts (paroisse de La Massana), en Andorre.

## Situation
L'église est située au centre du village d'Erts. 

## Histoire
La construction de l'édifice a eu lieu au XVIIIe siècle.

## Architecture
L'église est bâtie selon un plan quadrangulaire avec une façade principale orientée vers le sud-ouest. Elle possède de plus un clocher-mur. Elle abrite un retable baroque provenant de l'ancienne église du village. Les vestiges de cette dernière, construite au XIe siècle et de style roman, se trouvent à proximité. 